# Phillips 66
Phillips 66 és una tècnica de dinàmica que es basa a dividir un grup o reunió social en subgrups de 6 persones, i fer-los discutir sobre un tema en específic. Les persones han de parlar 6 minuts en equip (un minut cadascuna). S'obté una idea general de les conclusions de cada grup. Va ser creada el 1948 pel nord-americà J. Donald Phillips, al qual es deu el nom.